# جواد سعدالدوله
میرزا جواد خان سعدالدوله سیاست ‌مدار ایرانی و مدتی نخست‌وزیر ایران بود.
وی فرزند حاج میرزا جبار و نوه حاج صفرعلی خوئی بود. صفر علی از ثروتمندان تبریز بود و تیمچه صفرعلی در بازار از بناهای اوست. سعدالدوله قبل از مشروطه وزیر تجارت بود و از مخالفان مشروطه بود ولی مخالفت‌های او با عین الدوله و در نتیجه با مستشار گمرک، ژوزف نوز باعث تمایل او به جنبش مشروطه و عقاید مشروطه طلبان گردید.
سعدالدوله از سیاستمداران روزگار قاجار است. در دورهٔ استبداد صغیر در آغاز محمدعلی‌شاه قاجار، ناصرالملک را که در آن هنگام خارج از ایران بود به ایران فرا می‌خواند و مأمور تشکیل کابینه می‌کند، ولی تا هنگام رسیدن او به تهران سعدالدوله را به مقام کفیل نخست‌وزیری و وزیر خارجه برمی‌گزیند. ناصرالملک زیر بار نمی‌رود و سرانجام سعدالدوله به عنوان نخست‌وزیر برگزیده می‌شود. پس از فتح تهران به دست مشروطه‌خواهان از این مقام برکنار می‌گردد.

## آغاز کار
در دوره‌ی ناصرالدین شاه، زمانی که تلگراف به تبریز آمد، چند نفر از جمله میرزا جواد خان سعدالدوله را برای یادگیری به تفلیس فرستادند. پس از بازگشت از تفلیس، تلگرافچی تبریز شد. در آن زمان مخبرالدوله وزیر تلگراف بود. میرزا جواد خان سعدالدوله در دستگاه وزارت تلگراف ارتقا پیدا کرده، به تهران منتقل می‌شود. مخبرالدوله دخترش را به او داد. میرزا جواد خان سعدالدوله داماد مخبرالدوله شد. سعدالدوله بعدها از دختر مخبرالدوله جدا شد.

## سعدالدوله مشروطه خواه
پس از صدور فرمان مشروطیت و تشکیل مجلس اول، وی به نمایندگی از سوی اشراف وارد مجلس گردید. فعالیت‌های او باعث عزل نوز بلژیکی گردید هم چنین وی خواستار تصویب نامه‌ای شد که به موجب آن وزرا در مقابل مجلس پاسخ گو باشند. از اقدامات مهم او در مجلس، تدوین متمم قانون اساسی بود که به همراه تقی زاده، مستشار الدوله، حاج امین الضرب ودیگران انجام گرفت.

## سعدالدوله مخالف مشروطه
شروع مخالفت سعدالدوله با مشروطه به انتخاب شدن صنیع الدوله به جای وی به ریاست مجلس و رایزنی‌های متعدد میرزا علی اصغر خان اتابک با او و قول وزارت خارجه توسط محمد علی میرزا، نسبت داده شده‌است.
وی از مجلس کناره گرفت و با همکاری دربار و کامران میرزا و شیخ فضل الله نوری جبهه واحدی علیه جنبش مشروطه تشکیل دادند. بعد از واقعه میدان توپخانه تهران، مجلس از شاه در خواست تبعید سعد الدوله را می‌نماید. 
پس از بسته شدن مجلس دوم در ۲۹ ذیحجه ۱۳۲۹، دخالت خارجی‌ها در امور سیاسی و داخلی ایران بسیار علنی شد. در این زمان چون ناصرالملک که نایب السلطنه بود در تابستان ایران را ترک کرده و مراجعت نمی‌کرد، دولت‌های روس وانگلیس به فکر افتادند که شاید سعدالدوله را به جای او برقرار کنند ولی سعدالدوله به علت وابستگی به روسها بسیار منفور بود و این کار شکل نگرفت.
سعد الدوله در آذر ماه ۱۳۰۸ خورشیدی در گذشت و در امامزاده عبدالله  شهرري مدفون شد.